# Oslomeï
Oslomeï (en macédonien Осломеј) est un village de l'ouest de la Macédoine du Nord, situé dans la municipalité de Kitchevo. Le village comptait 40 habitants en 2002.
Jusqu'en avril 2013, le village d'Oslomeï possédait sa propre municipalité. Elle a alors fusionné avec celle de Kitchevo, tout comme les municipalités de Drougovo, Vranechtitsa et Zaïas.

## Démographie
Lors du recensement de 2002, le village comptait :
- Macédoniens : 40